# Drapelul Lituaniei

Steagul național și cel comercial. Raportul: 3:5

Steagul Lituaniei a fost adoptat la 20 martie, 1989. Aceleași culori fuseseră folosite de statul independent lituanian din perioada interbelică, dar într-un raport de 2:3. Între 1989 și 2004 raportul a fost de 1:s, același ca al Steagului Republicii Sovietice Socialiste Lituaniene.
De la 1 septembrie, 2004, raportul a fost schimbat la 3:5.
Galbenul simbolizează câmpurile cultivate cu grâu ale țării, verdele simbolizează câmpiile iar roșul, cu o simbolistică asemănătoare altor drapele, sângele vărsat pentru patrie.